# Адријан Родригез
Адријан Родригез Моја (кат. Adrián Rodríguez Moya) је шпански глумац и певач, најпознатији по улози ДВД-ја у телевизијској серији Серанови и као члан групе Санта Хуста Клан.
Рођен је 28. новембра 1988. године у граду Барселона, области Каталонија, Шпанија. Од 2004. године глуми Давида Борну, кога сви зову ДВД, у серији Серанови. Заједно са Наталијом Санчез, Виктором Елијасом и Андресом де ла Крузом основао је 2005. године групу Санта Хуста Клан, која је снимила два ЦД-а. Током 2008. године, требало би да сниме и трећи албум.